# Black Country Communion (Album)
Black Country Communion ist das 2010 erschienene Debütalbum der gleichnamigen Supergroup.

## Entstehung
Für ein Konzert im House of Blues hatte Joe Bonamassa den Bassisten und Sänger Glenn Hughes als Gast eingeladen, und zusammen spielten sie einige alte Stücke von Trapeze und Deep Purple. Der Produzent Kevin Shirley, der dabei war, schlug beiden im Anschluss daran vor, etwas "Solides" aus dieser Idee zu machen und eine Band zu gründen. Er empfahl ihnen Jason Bonham als Schlagzeuger. Da Bonamassa ein "Power Trio" ablehnte, beschlossen sie, den Keyboarder Derek Sherinian mit aufzunehmen.
Im New Yorker Shangri-La Studio trafen sich die Musiker zu einer ersten Session, bei der die Songs Medusa, No Time, Beggarman und One Last Soul entstanden. Anschließend beschlossen die Mitglieder, sich zwei Monate später erneut zu treffen, um weiter zu arbeiten. Für die Zwischenzeit hatten sich Hughes und Bonamassa für drei weitere Sessions verabredet, um weitere Songs für das Album zu schreiben. Schon beim ersten Treffen entstanden Black Country, Sista Jane, Too Late for the Sun, The Revolution in me, Song of Yesterday und The Great Divide.
Das fertige Album wurde im September 2010 auf CD und LP veröffentlicht, die CD enthielt zusätzlich eine DVD mit Interviews und Videoclips. In Interviews kündigte Hughes bereits vor der Veröffentlichung an, dass die Band bereits an neuem Material für das Nachfolgealbum arbeitete.

## Rezeption und Erfolge
Das Album wurde überwiegend positiv aufgenommen und konnte sich in den europäischen Kernmärkten Großbritannien und Deutschland auch in den vorderen Regionen der Charts positionieren. Auch die Fachpresse reagierte positiv. So schrieb beispielsweise das auf Classic Rock spezialisierte Magazin Rocks:

„Was für eine Vollbedienung in Sachen Siebziger-Rock! Dass das heiß erwartete Debüt der vermeintlichen Supergroup Black Country Communion zu einer dermaßen authentischen Traditions-Rock-Vorstellung geriet, ist zum größten Teil Verdienst von Glenn Hughes, der in den Seventies als Bassist und Sänger von Deep Purple für Furore und schließlich kontroverse Diskussionen sorgte. (...) Bleibt zu wünschen, dass es dem Vierer gelingt, trotz Terminkonflikten auf Tournee zu gehen und dieses durch und durch den Geist der Siebziger atmende Projekt als echte Supergruppe weiterzuführen.“

Michael Rensen, der auch für Rock Hard schreibt, veröffentlichte ebenfalls eine Rezension:

„Auf ihrem selbstbetitelten Debütalbum zelebriert die Gruppe allerfeinsten, bluesig eingefärbten Hardrock, der jederzeit den Spagat zwischen Traditionsbewusstsein und spritziger Moderne schafft. Bonamassa zaubert an der Gitarre fast genauso beeindruckend wie auf seinen letzten Soloalben, Hughes ist stimmlich nach wie vor in bester Verfassung und zimmert zudem mit Bonham ein sturmfestes Rhythmus-Gerüst zusammen, während Sherinian den Gesamtsound mit stimmigen Keyboard-Farbtupfern abrundet. Hier klingt nichts kalkuliert, die Songs kommen angenehm erdig und lebendig aus den Boxen geperlt, auch nach zehn Durchläufen hat man noch Lust auf Black Country Communion. So überzeugend haben im Superhelden-Bereich in den letzten Jahren nur Chickenfoot gerockt.“

Das Magazin Rock Hard vergab 8 Punkte und kam zu dem Schluss:

„Hughes, Gitarrist Joe Bonamassa, Drummer Jason Bonham, Keyboarder Derek Sherinian und Produzent/Mentor Kevin Shirley (der hier nach Maiden seine zweite überzeugende Arbeit in Folge abliefert) spielen sich organisch, unaufgeregt, eben wie Profis, die (sich) nichts mehr beweisen müssen, durch einen Zwölf-Track-Parcours, der mit weit über einer Stunde zwar denn doch ein bisschen zu lang ist, um ohne ein paar wenige Bierholmomente auszukommen, der andererseits aber dermaßen viele Aha-Passagen feilbietet, dass man das Staunen wieder lernt. Noch geiler als die zahlreichen tollen Kompositionen auf dieser Platte: der von Bonamassa gesungene, zwischen lupenreinem Bluesrock und ´The Journey´-mäßigem Molly-Hatchet-Vibe zelebrierte, zurückhaltende Achteinhalb-Minüter ´Song Of Yesterday´. Was für ein umwerfendes Solo, was für ein fabelhafter Ton! “

Rocks – Das Magazin für Classic Rock wählte Black Country Communion in seine Liste der „Alben des Jahres 2010“.

## Titelliste
1. Black Country – Bonamassa – 3:15
2. One Last Soul – Bonamassa  –3:52
3. The Great Divide – Bonamassa  –4:45
4. Down Again – Bonamassa, Sherinian  –5:45
5. Beggarman – Hughes – 4:51
6. Song of Yesterday – Bonamassa, Shirley  – 8:33
7. No Time – Hughes – 4:19
8. Medusa – Bonamassa, Hughes, Shirley – 6:56
9. The Revolution In Me – Bonamassa, Sherinian  – 4:59
10. Stand (At the Burning Tree) – Bonamassa  – 7:01
11. Sista Jane – Bonamassa  – 6:54
12. Too Late For the Sun – Bonamassa, Bonham, Sherinian, Shirley  – 11:21